# زمین‌لرزه ۱۹۱۷ چین
زمین‌لرزه چین  در تاریخ ۳۰ ژوئیه ۱۹۱۷ میلادی، برابر با ‎۸ مرداد ۱۲۹۶، ساعت ۲۳:۵۴:۰۵ به زمان یوتی‌سی در چین رخ داد. بزرگی آن ۷٫۳ در مقیاس Mw اعلام شده‌است. زمین‌لرزه به وقت محلی در روز سه‌شنبه، ساعت ۷ روی داده و منطقه زمانی آن یوتی‌سی +۸ بوده‌است .
سازمان زمین‌شناسی آمریکا نیز جای این زمین‌لرزه را در مختصات ۲۸°شمالی ۱۰۴°شرقی / ۲۸°شمالی ۱۰۴°شرقی و بزرگی آنرا برابر با ۶٫۸ در مقیاس ریشتر اعلام کرده‌است. ژرفای گزارش شده از سوی این سازمان ۳۳ کیلومتر می‌باشد.
شمار کشتگان زلزله حدود ۱۸۷۹ نفر بوده‌است.تعداد زخمیان ۵۸۲ نفر برآورده شده‌است.